# Federazione pallavolistica della Colombia
La Federazione colombiana di pallavolo (spa. Federación Colombiana de Voleibol, FCV) è un'organizzazione fondata nel 1955 per governare la pratica della pallavolo in Colombia.
Organizza il campionato maschile e femminile, e pone sotto la propria egida la nazionale maschile e femminile.
Ha aderito alla FIVB nel 1955.